# 明覚駅
明覚駅（みょうかくえき）は、埼玉県比企郡ときがわ町大字番匠（）にある、東日本旅客鉄道（JR東日本）八高線の駅である。
ときがわ町にある唯一の鉄道駅で関東の駅百選にも認定されている。

## 歴史

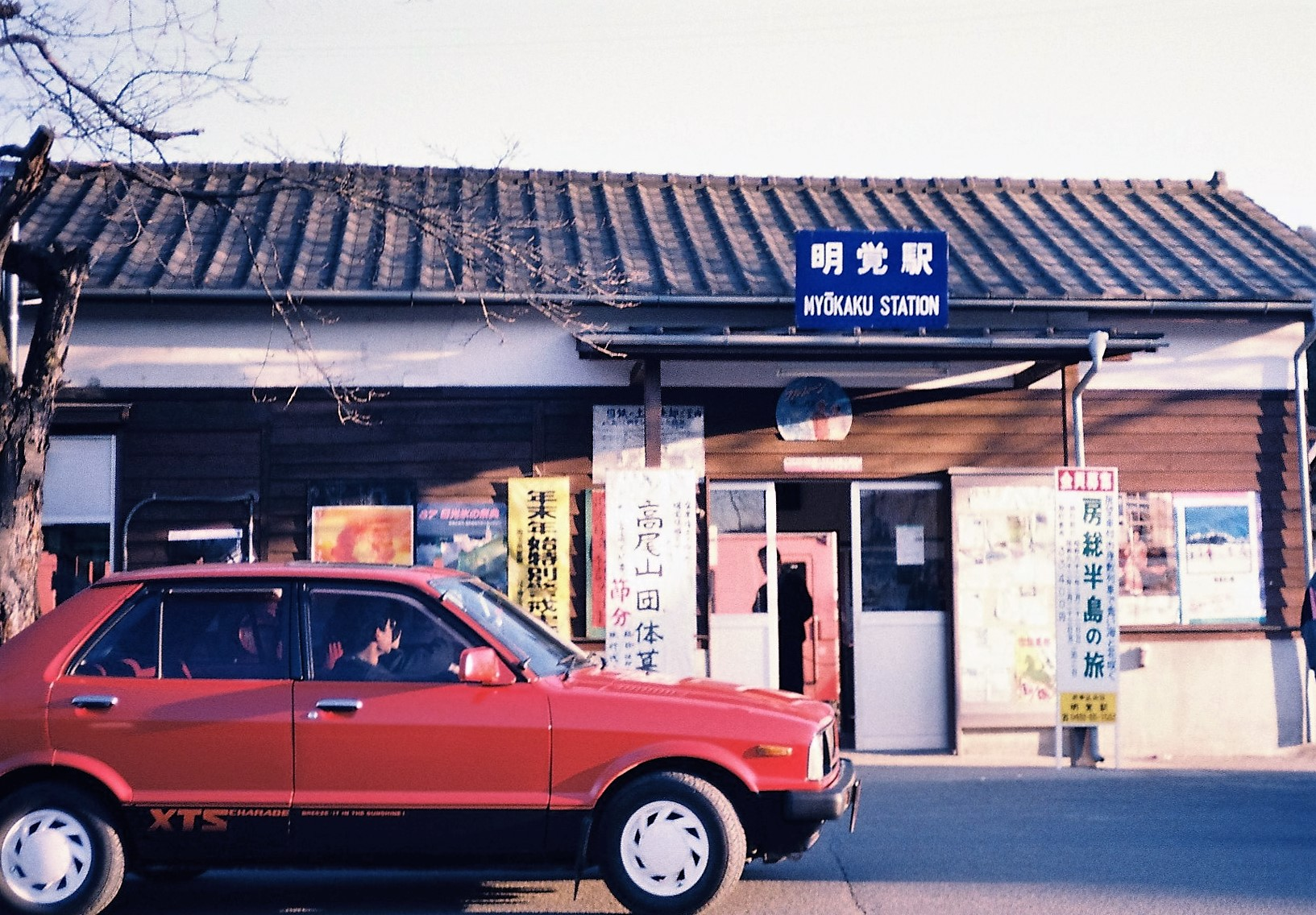
火災前の駅舎（1987年1月）

- 1934年（昭和9年）3月24日：鉄道省八高線越生駅 - 小川町駅間開通時に開設[1]。旅客・貨物取扱開始。当日は所在地が明覚村であったため現駅名となった[1]。
- 1961年（昭和36年）9月1日：貨物取扱廃止[2]。
- 1974年（昭和49年）4月5日：荷物扱い廃止[2]。
- 1987年（昭和62年）4月1日：国鉄分割民営化に伴い、JR東日本の駅となる[2]。
- 1988年（昭和63年）11月9日：午前3時頃出火し、駅舎が全焼[3]。
- 1989年（平成元年）9月18日：現駅舎完成[4]。駅舎は旧・都幾川村の木を使用して建築された[4]。1995年に駅舎がグッドデザイン賞受賞[4]。
- 1997年（平成9年）：「関東の駅百選」第1回選定駅になる[5]。選定理由は「地元産の丸太で造り、周辺の山とマッチしたカナダ風ログハウスの駅」。
- 2002年（平成14年）2月8日：ICカードSuica供用開始[6][7]。
- 2013年（平成25年）11月1日：無人駅化[8]。
- 2021年（令和3年）4月1日：ときがわ町観光協会事務所が駅舎内に移転、駅舎をリニューアルして「駅前案内所ここから」が開設された[9][10][11]。

## 駅構造
相対式ホーム2面2線を有する地上駅。両ホームは跨線橋で連絡している。駅舎はログハウス風の造りとなっている。
高崎統括センター（高崎駅）管理の無人駅。乗車駅証明書発行機・簡易Suica改札機が設置されている。2013年10月31日までは駅員が配置される直営駅で、自動券売機が設置されていた。

### のりば
| ホーム | 路線    | 方向 | 行先               | 備考                       |
| ------ | ------- | ---- | ------------------ | -------------------------- |
| 駅舎側 | ■八高線 | 下り | 寄居・高崎方面     |                            |
| 反対側 | ■八高線 | 上り | 高麗川・八王子方面 | 八王子方面は、高麗川で乗換 |

※案内上の番線番号は設定されていない。
（出典：JR東日本:駅構内図）

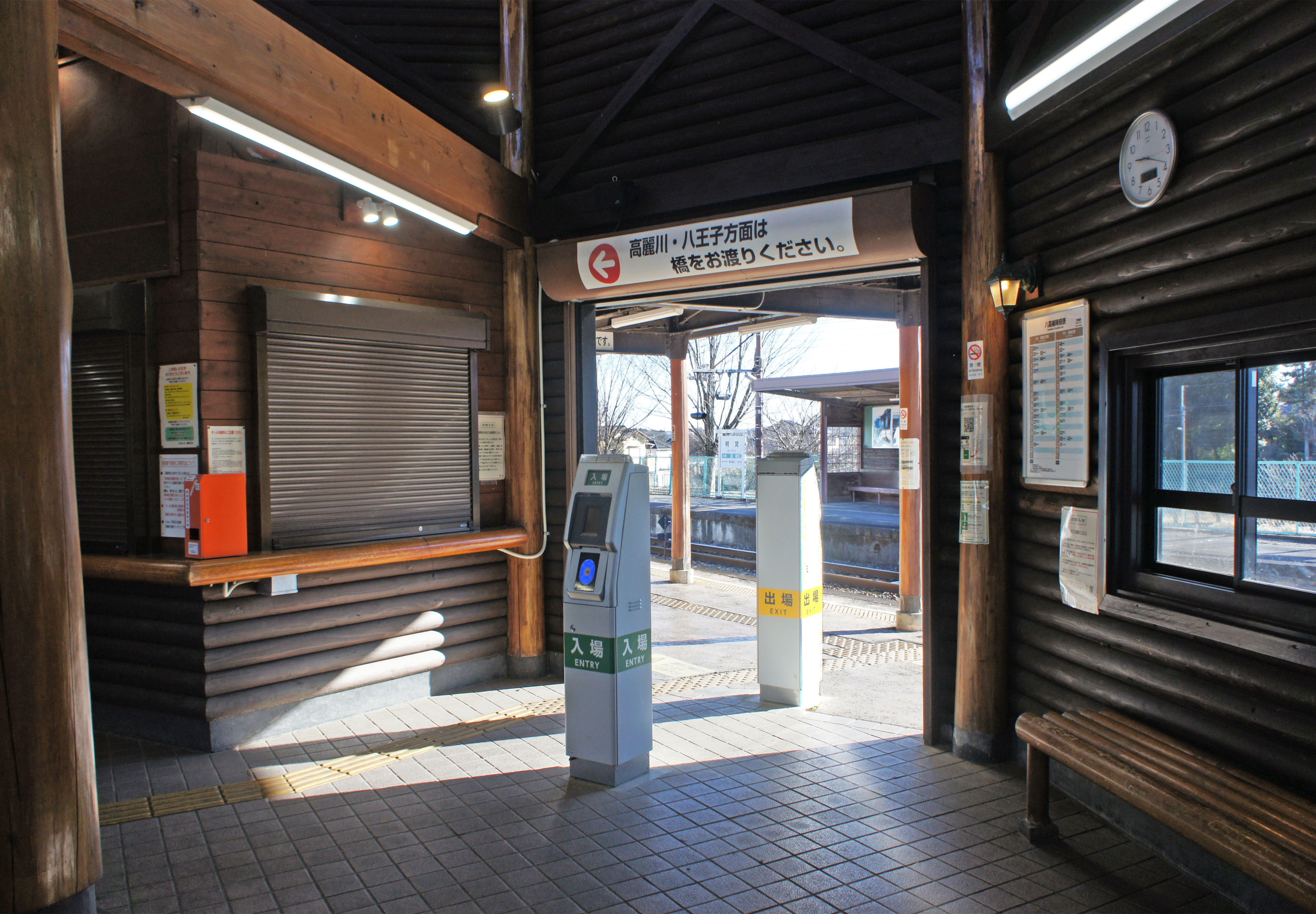
改札口（2022年1月）
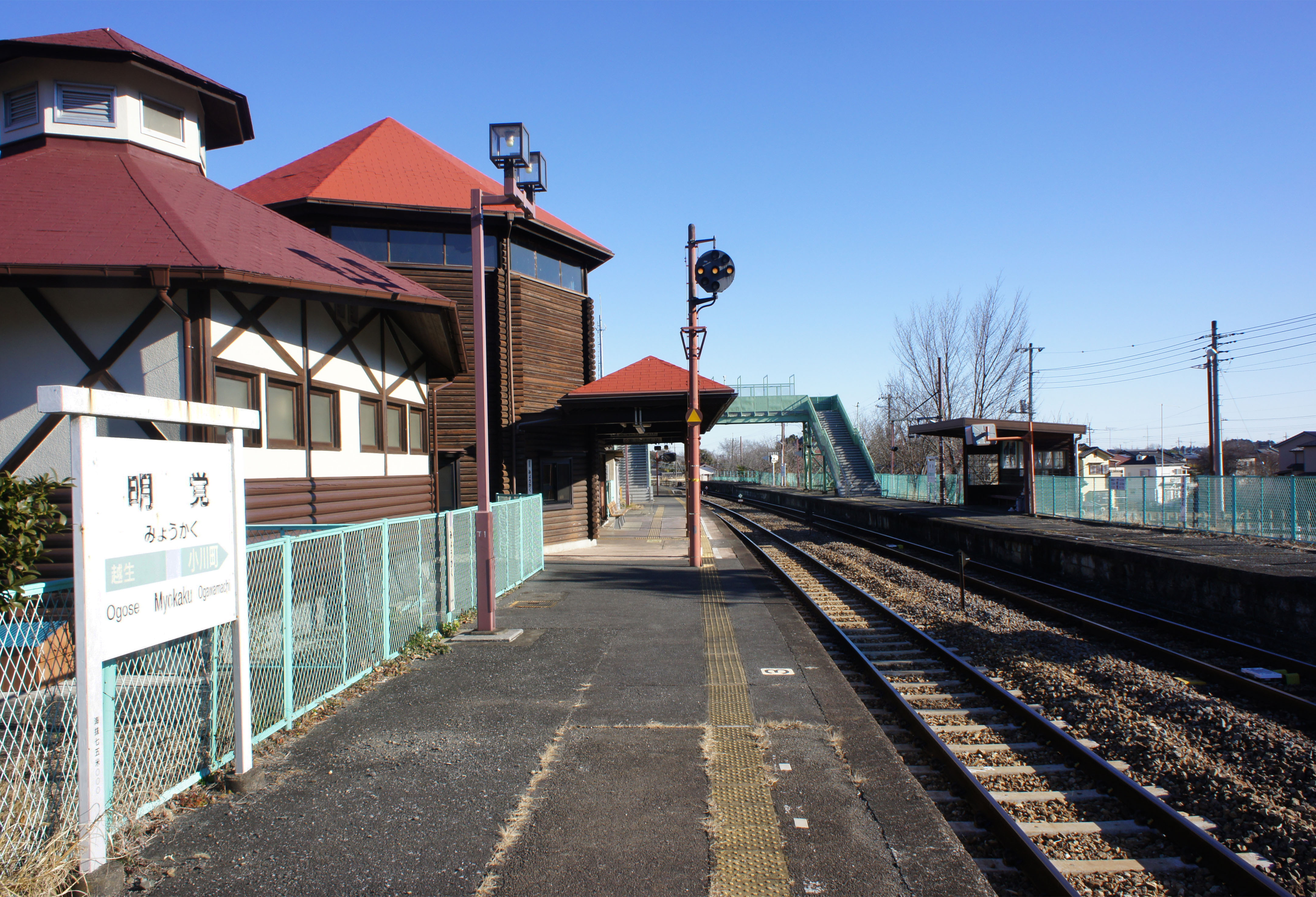
ホーム（2022年1月）

## 利用状況
JR東日本によると、2000年度（平成12年度） - 2012年度（平成24年度）の1日平均乗車人員の推移は以下の通り。
| 乗車人員推移       | 乗車人員推移     | 乗車人員推移    |
| 年度               | 1日平均 乗車人員 | 出典            |
| ------------------ | ---------------- | --------------- |
| 2000年（平成12年） | 693              | [ 利用客数 1 ]  |
| 2001年（平成13年） | 653              | [ 利用客数 2 ]  |
| 2002年（平成14年） | 626              | [ 利用客数 3 ]  |
| 2003年（平成15年） | 579              | [ 利用客数 4 ]  |
| 2004年（平成16年） | 549              | [ 利用客数 5 ]  |
| 2005年（平成17年） | 506              | [ 利用客数 6 ]  |
| 2006年（平成18年） | 494              | [ 利用客数 7 ]  |
| 2007年（平成19年） | 478              | [ 利用客数 8 ]  |
| 2008年（平成20年） | 488              | [ 利用客数 9 ]  |
| 2009年（平成21年） | 465              | [ 利用客数 10 ] |
| 2010年（平成22年） | 454              | [ 利用客数 11 ] |
| 2011年（平成23年） | 355              | [ 利用客数 12 ] |
| 2012年（平成24年） | 326              | [ 利用客数 13 ] |

## 駅周辺
当駅は2006年2月のときがわ町成立まで、旧・都幾川村と旧・玉川村の境界付近に位置し、2つの旧村役場のおおよそ中間にある。
- ヤマザキショップときがわ店
- 埼玉県道188号明覚停車場線
- 埼玉県道172号大野東松山線
- ナカムラストアー都幾川店
- ときがわ町役場（旧・玉川村役場）… 東に約1km
- ときがわ町役場 第二庁舎（旧・都幾川村役場）… 西に約1.5km
- 玉川郵便局
- 玉川温泉（約2.4Km）
- ときがわ町路線バス（イーグルバス）「明覚駅」停留所

## 隣の駅
東日本旅客鉄道（JR東日本）
■八高線
越生駅 - 明覚駅 - 小川町駅

### 記事本文
1. 1 2 3 4 5 6  『週刊 JR全駅・全車両基地』 46号 甲府駅・奥多摩駅・勝沼ぶどう郷駅ほか79駅、朝日新聞出版〈週刊朝日百科〉、2013年7月7日、27頁。
2. 1 2 3  石野哲 編『停車場変遷大事典 国鉄・JR編 Ⅱ』（初版）JTB、1998年10月1日、200頁。ISBN 978-4-533-02980-6。
3. ↑  「八高線明覚駅舎が全焼」『朝日新聞』朝日新聞社、1988年11月9日、夕刊、15面。
4. 1 2 3 4  「Gマークに5車種、2施設」『交通新聞』交通新聞社、1995年10月16日、3面。
5. ↑  「（線路は続くよ）ログハウス駅舎の明覚駅 地場産木材、ふんだんに」『朝日新聞』朝日新聞社、2009年10月31日、東京地方版／埼玉、28面。
6. ↑  「鉄道記録帳2002年2月」『RAIL FAN』第49巻第5号、鉄道友の会、2002年5月1日、24頁。
7. ↑  「JR年表」『JR気動車客車編成表 '02年版』ジェー・アール・アール、2002年7月1日、187頁。ISBN 4-88283-123-6。
8. ↑  「明覚駅に観光案内所 ときがわ町、レンタサイクルも」『埼玉新聞』埼玉新聞社、2021年5月4日、11面。
9. ↑  “無人の明覚駅に観光協会移転　町のにぎわい「ここから」 ときがわの魅力発信　／埼玉”. 毎日新聞. 2022年3月21日閲覧。
10. ↑  “明覚駅のここまでと、ここから。（2/3）” (PDF).   ときがわ町. 2023年1月12日閲覧。
11. ↑  “明覚駅のここまでと、ここから。（3/3）” (PDF).   ときがわ町. 2023年1月12日閲覧。

### 利用状況
1. ↑  “各駅の乗車人員（2000年度）”.   東日本旅客鉄道. 2019年5月5日閲覧。
2. ↑  “各駅の乗車人員（2001年度）”.   東日本旅客鉄道. 2019年5月5日閲覧。
3. ↑  “各駅の乗車人員（2002年度）”.   東日本旅客鉄道. 2019年5月5日閲覧。
4. ↑  “各駅の乗車人員（2003年度）”.   東日本旅客鉄道. 2019年5月5日閲覧。
5. ↑  “各駅の乗車人員（2004年度）”.   東日本旅客鉄道. 2019年5月5日閲覧。
6. ↑  “各駅の乗車人員（2005年度）”.   東日本旅客鉄道. 2019年5月5日閲覧。
7. ↑  “各駅の乗車人員（2006年度）”.   東日本旅客鉄道. 2019年5月5日閲覧。
8. ↑  “各駅の乗車人員（2007年度）”.   東日本旅客鉄道. 2019年5月5日閲覧。
9. ↑  “各駅の乗車人員（2008年度）”.   東日本旅客鉄道. 2019年5月5日閲覧。
10. ↑  “各駅の乗車人員（2009年度）”.   東日本旅客鉄道. 2019年5月5日閲覧。
11. ↑  “各駅の乗車人員（2010年度）”.   東日本旅客鉄道. 2019年5月5日閲覧。
12. ↑  “各駅の乗車人員（2011年度）”.   東日本旅客鉄道. 2019年5月5日閲覧。
13. ↑  “各駅の乗車人員（2012年度）”.   東日本旅客鉄道. 2019年5月5日閲覧。